# Grand Prix Singapuru 2010

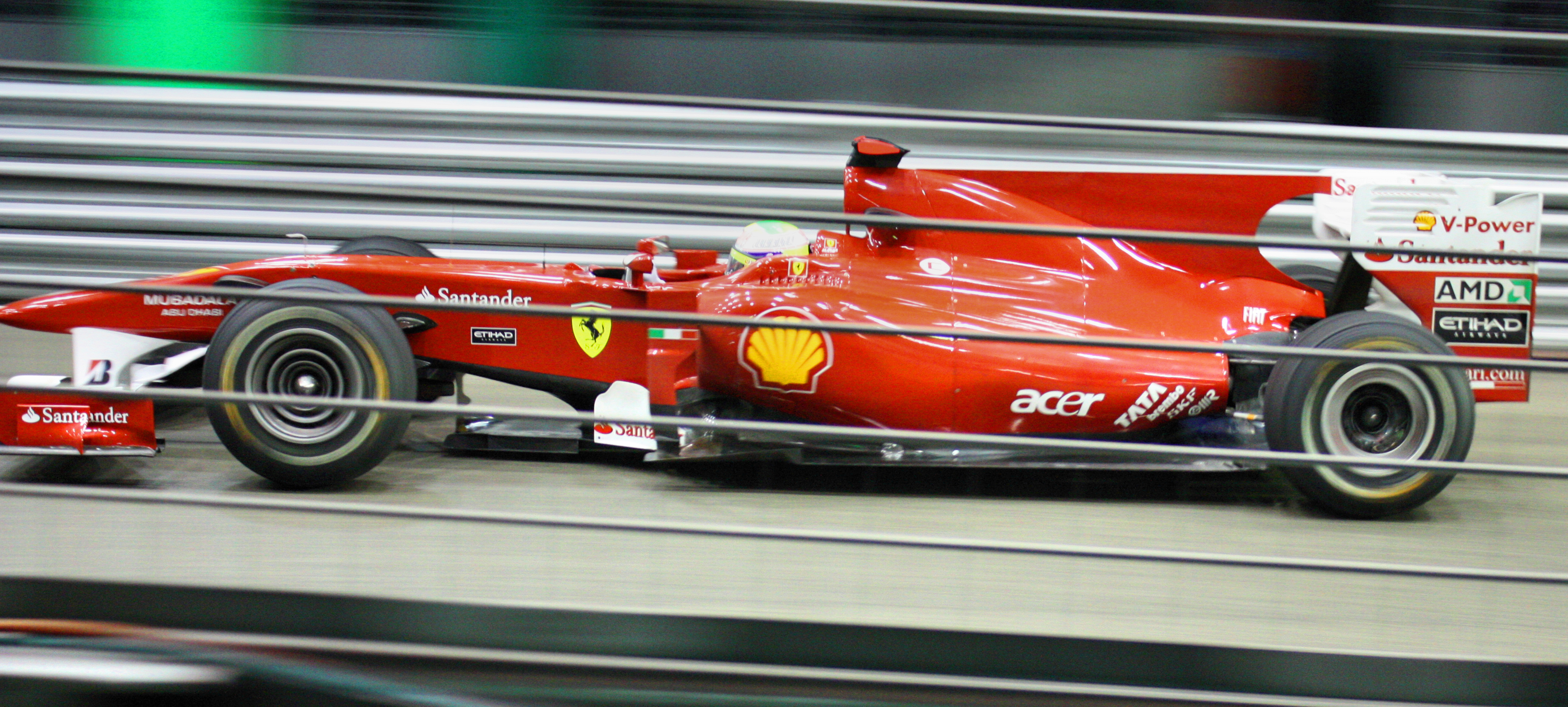
Felipe Massa podczas Grand Prix Singapuru 2010

Grand Prix Singapuru 2010 – piętnasta runda Mistrzostw Świata Formuły 1 w sezonie 2010.

## Lista startowa
Na niebieskim tle kierowcy biorący udział jedynie w piątkowych treningach
| Nr | Kierowca           | Zespół                       | Samochód          | Silnik               | Opony |
| -- | ------------------ | ---------------------------- | ----------------- | -------------------- | ----- |
| 1  | Jenson Button      | Vodafone McLaren Mercedes    | McLaren MP4-25    | Mercedes-Benz FO108X | B     |
| 2  | Lewis Hamilton     | Vodafone McLaren Mercedes    | McLaren MP4-25    | Mercedes-Benz FO108X | B     |
| 3  | Michael Schumacher | Mercedes GP Petronas F1 Team | Mercedes MGP W01  | Mercedes-Benz FO108X | B     |
| 4  | Nico Rosberg       | Mercedes GP Petronas F1 Team | Mercedes MGP W01  | Mercedes-Benz FO108X | B     |
| 5  | Sebastian Vettel   | Red Bull Racing              | Red Bull RB6      | Renault RS27-2010    | B     |
| 6  | Mark Webber        | Red Bull Racing              | Red Bull RB6      | Renault RS27-2010    | B     |
| 7  | Felipe Massa       | Scuderia Marlboro Ferrari    | Ferrari F10       | Ferrari 056          | B     |
| 8  | Fernando Alonso    | Scuderia Marlboro Ferrari    | Ferrari F10       | Ferrari 056          | B     |
| 9  | Rubens Barrichello | AT&T WilliamsF1 Team         | Williams FW32     | Cosworth CA2010      | B     |
| 10 | Nico Hülkenberg    | AT&T WilliamsF1 Team         | Williams FW32     | Cosworth CA2010      | B     |
| 11 | Robert Kubica      | Renault F1 Team              | Renault R30       | Renault RS27-2010    | B     |
| 12 | Witalij Pietrow    | Renault F1 Team              | Renault R30       | Renault RS27-2010    | B     |
| 14 | Adrian Sutil       | Force India Formula One Team | Force India VJM03 | Mercedes-Benz FO108X | B     |
| 15 | Vitantonio Liuzzi  | Force India Formula One Team | Force India VJM03 | Mercedes-Benz FO108X | B     |
| 16 | Sébastien Buemi    | Scuderia Toro Rosso          | Toro Rosso STR5   | Ferrari 056          | B     |
| 17 | Jaime Alguersuari  | Scuderia Toro Rosso          | Toro Rosso STR5   | Ferrari 056          | B     |
| 18 | Jarno Trulli       | Lotus F1 Racing              | Lotus T127        | Cosworth CA2010      | B     |
| 18 | Fairuz Fauzy       | Lotus F1 Racing              | Lotus T127        | Cosworth CA2010      | B     |
| 19 | Heikki Kovalainen  | Lotus F1 Racing              | Lotus T127        | Cosworth CA2010      | B     |
| 20 | Christian Klien    | HRT F1 Team                  | Hispania F110     | Cosworth CA2010      | B     |
| 21 | Bruno Senna        | HRT F1 Team                  | Hispania F110     | Cosworth CA2010      | B     |
| 22 | Nick Heidfeld      | BMW Sauber F1 Team           | BMW Sauber C29    | Ferrari 056          | B     |
| 23 | Kamui Kobayashi    | BMW Sauber F1 Team           | BMW Sauber C29    | Ferrari 056          | B     |
| 24 | Timo Glock         | Virgin Racing                | Virgin VR-01      | Cosworth CA2010      | B     |
| 25 | Lucas Di Grassi    | Virgin Racing                | Virgin VR-01      | Cosworth CA2010      | B     |
| 25 | Jérôme d’Ambrosio  | Virgin Racing                | Virgin VR-01      | Cosworth CA2010      | B     |
| Nr | Kierowca           | Zespół                       | Samochód          | Silnik               | Opony |

## Wyniki

### Sesje treningowe
| Sesja | Nr | Kierowca         | Konstruktor      | Czas     | Okr. |
| ----- | -- | ---------------- | ---------------- | -------- | ---- |
| 1     | 6  | Mark Webber      | Red Bull-Renault | 1:54,589 | 10   |
| 2     | 5  | Sebastian Vettel | Red Bull-Renault | 1:46,660 | 29   |
| 3     | 5  | Sebastian Vettel | Red Bull-Renault | 1:48,028 | 15   |

### Kwalifikacje
Źródło: Wyprzedź Mnie!
| Poz. | Nr | Kierowca           | Konstruktor          | Q1       | Q2       | Q3       | Poz. s. |
| --- | --- | ------------------ | -------------------- | -------- | -------- | -------- | ------- |
| 1 | 8 | Fernando Alonso    | Ferrari              | 1:46,541 | 1:45,809 | 1:45,390 | 1       |
| 2 | 5 | Sebastian Vettel   | Red Bull-Renault     | 1:46,960 | 1:45,561 | 1:45,457 | 2       |
| 3 | 2 | Lewis Hamilton     | McLaren-Mercedes     | 1:48,296 | 1:46,042 | 1:45,571 | 3       |
| 4 | 1 | Jenson Button      | McLaren-Mercedes     | 1:48,032 | 1:46,490 | 1:45,944 | 4       |
| 5 | 6 | Mark Webber        | Red Bull-Renault     | 1:47,088 | 1:45,908 | 1:45,977 | 5       |
| 6 | 9 | Rubens Barrichello | Williams-Cosworth    | 1:48,183 | 1:47,019 | 1:46,236 | 6       |
| 7 | 4 | Nico Rosberg       | Mercedes             | 1:48,554 | 1:46,783 | 1:46,443 | 7       |
| 8 | 11 | Robert Kubica      | Renault              | 1:47,657 | 1:46,949 | 1:46,593 | 8       |
| 9 | 3 | Michael Schumacher | Mercedes             | 1:48,425 | 1:47,160 | 1:46,702 | 9       |
| 10 | 20 | Kamui Kobayashi    | BMW Sauber-Ferrari   | 1:48,908 | 1:47,599 | 1:47,884 | 10      |
| 11 | 17 | Jaime Alguersuari  | STR-Ferrari          | 1:48,127 | 1:47,666 | –        | 11      |
| 12 | 10 | Nico Hülkenberg    | Williams-Cosworth    | 1:47,984 | 1:47,674 | –        | 17      |
| 13 | 12 | Witalij Pietrow    | Renault              | 1:48,906 | 1:48,165 | –        | 12      |
| 14 | 16 | Sébastien Buemi    | STR-Ferrari          | 1:49,063 | 1:48,502 | –        | 13      |
| 15 | 22 | Nick Heidfeld      | BMW Sauber-Ferrari   | 1:48,696 | 1:48,557 | –        | 14      |
| 16 | 14 | Adrian Sutil       | Force India-Mercedes | 1:48,496 | 1:48,899 | –        | 15      |
| 17 | 15 | Vitantonio Liuzzi  | Force India-Mercedes | 1:48,988 | 1:48,961 | –        | 16      |
| 18 | 24 | Timo Glock         | Virgin-Cosworth      | 1:50,721 | –        | –        | 18      |
| 19 | 19 | Heikki Kovalainen  | Lotus-Cosworth       | 1:50,915 | –        | –        | 19      |
| 20 | 25 | Lucas Di Grassi    | Virgin-Cosworth      | 1:51,107 | –        | –        | 20      |
| 21 | 18 | Jarno Trulli       | Lotus-Cosworth       | 1:51,641 | –        | –        | 21      |
| 22 | 20 | Christian Klien    | HRT-Cosworth         | 1:52,946 | –        | –        | 22      |
| 23 | 21 | Bruno Senna        | HRT-Cosworth         | 1:54,174 | –        | –        | 23      |
| 24 | 7 | Felipe Massa       | Ferrari              | –        | –        | –        | 24      |
| Poz. | Nr | Kierowca           | Konstruktor          | Q1       | Q2       | Q3       | Poz. s. |
| \| Legenda \| Legenda \| \| ------------------------ \| ---------------------------------------------------------------------------------------------------------------------------------------------------------------------------------------------------------------------------------------------------------------- \| \| Poz. Nr Q1 Q2 Q3 Poz. s. \| Pozycja zajęta w sesji kwalifikacyjnej Numer startowy kierowcy Wynik uzyskany w pierwszej części kwalifikacji Wynik uzyskany w drugiej części kwalifikacji Wynik uzyskany w trzeciej części kwalifikacji Pozycja startowa po uwzględnięniu kar, przesunięć, itp. \| | |                    |                      |          |          |          |         |
| Legenda | |                    |                      |          |          |          |         |
| Poz. Nr Q1 Q2 Q3 Poz. s. | Pozycja zajęta w sesji kwalifikacyjnej Numer startowy kierowcy Wynik uzyskany w pierwszej części kwalifikacji Wynik uzyskany w drugiej części kwalifikacji Wynik uzyskany w trzeciej części kwalifikacji Pozycja startowa po uwzględnięniu kar, przesunięć, itp. |                    |                      |          |          |          |         |

### Wyścig
Źródło: Wyprzedź Mnie!
| P                 | + / –     | Nr | Kierowca           | Konstruktor          | Okr. | Czas / Strata          | Komentarz |
| ----------------- | --------- | -- | ------------------ | -------------------- | ---- | ---------------------- | --------- |
| 1                 | Bez zmian | 8  | Fernando Alonso    | Ferrari              | 61   | 1h57m53,579            |           |
| 2                 | Bez zmian | 5  | Sebastian Vettel   | Red Bull-Renault     | 61   | +0:00,293              |           |
| 3                 | 2         | 6  | Mark Webber        | Red Bull-Renault     | 61   | +0:29,141              |           |
| 4                 | Bez zmian | 1  | Jenson Button      | McLaren-Mercedes     | 61   | +0:30,384              |           |
| 5                 | 2         | 4  | Nico Rosberg       | Mercedes             | 61   | +0:49,394              |           |
| 6                 | Bez zmian | 9  | Rubens Barrichello | Williams-Cosworth    | 61   | +0:56,101              |           |
| 7                 | 1         | 11 | Robert Kubica      | Renault              | 61   | +1:26,559              |           |
| 8                 | 16        | 7  | Felipe Massa       | Ferrari              | 61   | +1:53,297              |           |
| 9                 | 6         | 14 | Adrian Sutil       | Force India-Mercedes | 61   | +2:12,416              | [ 8 ]     |
| 10                | 7         | 10 | Nico Hülkenberg    | Williams-Cosworth    | 61   | +2:12,791              | [ 8 ]     |
| 11                | 1         | 12 | Witalij Pietrow    | Renault              | 60   | +1 okr.                |           |
| 12                | 1         | 17 | Jaime Alguersuari  | Toro Rosso-Ferrari   | 60   | +1 okr. (02,127)       | [ 9 ]     |
| 13                | 4         | 3  | Michael Schumacher | Mercedes             | 60   | +1 okr. (06,767)       |           |
| 14                | 1         | 16 | Sébastien Buemi    | Toro Rosso-Ferrari   | 60   | +1 okr. (04,516)       |           |
| 15                | 5         | 25 | Lucas Di Grassi    | Virgin-Cosworth      | 59   | +2 okr.                |           |
| 16                | 3         | 19 | Heikki Kovalainen  | Lotus-Cosworth       | 58   | pożar                  |           |
| Niesklasyfikowani |           |    |                    |                      |      |                        |           |
|                   |           | 24 | Timo Glock         | Virgin-Cosworth      | 49   | hydraulika             |           |
|                   |           | 22 | Nick Heidfeld      | BMW Sauber-Ferrari   | 36   | kolizja z Schumacherem |           |
|                   |           | 2  | Lewis Hamilton     | McLaren-Mercedes     | 35   | kolizja z Webberem     |           |
|                   |           | 20 | Christian Klien    | HRT-Cosworth         | 31   | hydraulika             |           |
|                   |           | 23 | Kamui Kobayashi    | BMW Sauber-Ferrari   | 30   | wypadek                |           |
|                   |           | 21 | Bruno Senna        | HRT-Cosworth         | 29   | uderzył w Kobayashiego |           |
|                   |           | 18 | Jarno Trulli       | Lotus-Cosworth       | 27   | hydraulika             |           |
|                   |           | 15 | Vitantonio Liuzzi  | Force India-Mercedes | 1    | zawieszenie            |           |
| P                 | + / –     | Nr | Kierowca           | Konstruktor          | Okr. | Czas / Strata          | Komentarz |

### Najszybsze okrążenie
Źródło: Wyprzedź Mnie!
| Nr | Kierowca        | Konstruktor | Czas     | Okr. |
| -- | --------------- | ----------- | -------- | ---- |
| 8  | Fernando Alonso | Ferrari     | 1:47,976 | 58   |

## Prowadzenie w wyścigu
| Nr                              | Kierowca        | Okrążenia | Suma |
| ------------------------------- | --------------- | --------- | ---- |
| 8                               | Fernando Alonso | 1-61      | 61   |
| \| Wykres \| \| ------ \| \| \| |                 |           |      |
| Wykres                          |                 |           |      |
|                                 |                 |           |      |

## Klasyfikacja po wyścigu
Źródło: Wyprzedź Mnie!

### Kierowcy
| P                 | +/− | Kierowca           | Starty | Punkty | P1 | P2 | P3 | PP | NO | NS |
| ----------------- | --- | ------------------ | ------ | ------ | -- | -- | -- | -- | -- | -- |
| 1                 | 0   | Mark Webber        | 15     | 202    | 4  | 2  | 2  | 5  | 2  | 1  |
| 2                 | +1  | Fernando Alonso    | 15     | 191    | 4  | 2  | 1  | 2  | 3  | 1  |
| 3                 | −1  | Lewis Hamilton     | 15     | 182    | 3  | 3  | 1  | 1  | 3  | 3  |
| 4                 | +1  | Sebastian Vettel   | 15     | 181    | 2  | 2  | 3  | 7  | 3  | 2  |
| 5                 | −1  | Jenson Button      | 15     | 177    | 2  | 3  | 1  | –  | 1  | 2  |
| 6                 | 0   | Felipe Massa       | 15     | 128    | –  | 2  | 2  | –  | –  | –  |
| 7                 | 0   | Nico Rosberg       | 15     | 122    | –  | –  | 3  | –  | –  | 1  |
| 8                 | 0   | Robert Kubica      | 15     | 114    | –  | 1  | 2  | –  | 1  | 2  |
| 9                 | +1  | Adrian Sutil       | 15     | 47     | –  | –  | –  | –  | –  | 1  |
| 10                | −1  | Michael Schumacher | 15     | 46     | –  | –  | –  | –  | –  | 1  |
| 11                | 0   | Rubens Barrichello | 15     | 39     | –  | –  | –  | –  | –  | 2  |
| 12                | 0   | Kamui Kobayashi    | 15     | 21     | –  | –  | –  | –  | –  | 8  |
| 13                | 0   | Witalij Pietrow    | 15     | 19     | –  | –  | –  | –  | 1  | 3  |
| 14                | 0   | Nico Hülkenberg    | 15     | 17     | –  | –  | –  | –  | –  | 3  |
| 15                | 0   | Vitantonio Liuzzi  | 15     | 13     | –  | –  | –  | –  | –  | 3  |
| 16                | 0   | Sébastien Buemi    | 15     | 7      | –  | –  | –  | –  | –  | 4  |
| 17                | 0   | Pedro de la Rosa   | 14     | 6      | –  | –  | –  | –  | –  | 6  |
| 18                | 0   | Jaime Alguersuari  | 15     | 3      | –  | –  | –  | –  | –  | 2  |
| 19                | 0   | Heikki Kovalainen  | 15     | 0      | –  | –  | –  | –  | –  | 5  |
| 20                | 0   | Karun Chandhok     | 10     | 0      | –  | –  | –  | –  | –  | 2  |
| 21                | 0   | Lucas Di Grassi    | 15     | 0      | –  | –  | –  | –  | –  | 6  |
| 22                | 0   | Jarno Trulli       | 15     | 0      | –  | –  | –  | –  | –  | 6  |
| 23                | 0   | Bruno Senna        | 14     | 0      | –  | –  | –  | –  | –  | 9  |
| 24                | 0   | Timo Glock         | 15     | 0      | –  | –  | –  | –  | –  | 6  |
| 25                | 0   | Sakon Yamamoto     | 5      | 0      | –  | –  | –  | –  | –  | 1  |
| Niesklasyfikowani |     |                    |        |        |    |    |    |    |    |    |
| –                 |     | Nick Heidfeld      | 1      | 0      | –  | –  | –  | –  | –  | 1  |
| –                 |     | Christian Klien    | 1      | 0      | –  | –  | –  | –  | –  | 1  |
| P                 | +/− | Kierowca           | Starty | Punkty | P1 | P2 | P3 | PP | NO | NS |

### Konstruktorzy
| P  | +/− | Konstruktor          | Starty | Punkty | P1 | P2 | P3 | PP | NO | NS |
| -- | --- | -------------------- | ------ | ------ | -- | -- | -- | -- | -- | -- |
| 1  | 0   | Red Bull-Renault     | 30     | 383    | 6  | 4  | 5  | 12 | 5  | 3  |
| 2  | 0   | McLaren-Mercedes     | 30     | 359    | 5  | 6  | 2  | 1  | 4  | 5  |
| 3  | 0   | Ferrari              | 30     | 319    | 4  | 4  | 3  | 2  | 4  | 2  |
| 4  | 0   | Mercedes             | 30     | 168    | –  | –  | 3  | –  | –  | 2  |
| 5  | 0   | Renault              | 30     | 133    | –  | 1  | 2  | –  | 2  | 5  |
| 6  | 0   | Force India-Mercedes | 30     | 60     | –  | –  | –  | –  | –  | 4  |
| 7  | 0   | Williams-Cosworth    | 30     | 56     | –  | –  | –  | –  | –  | 5  |
| 8  | 0   | BMW Sauber-Ferrari   | 29     | 27     | –  | –  | –  | –  | –  | 15 |
| 9  | 0   | Toro Rosso-Ferrari   | 30     | 10     | –  | –  | –  | –  | –  | 6  |
| 10 | 0   | Lotus-Cosworth       | 28     | 0      | –  | –  | –  | –  | –  | 12 |
| 11 | 0   | HRT-Cosworth         | 30     | 0      | –  | –  | –  | –  | –  | 13 |
| 12 | 0   | Virgin-Cosworth      | 29     | 0      | –  | –  | –  | –  | –  | 12 |
| P  | +/− | Konstruktor          | Starty | Punkty | P1 | P2 | P3 | PP | NO | NS |